# Thecla attalion
Thecla attalion är en fjärilsart som beskrevs av Frederick DuCane Godman och Osbert Salvin 1887. Thecla attalion ingår i släktet Thecla och familjen juvelvingar. Inga underarter finns listade i Catalogue of Life.